# Thelonious Monk Institute of Jazz
L'Institut de jazz Thelonious Monk (anglais : Thelonious Monk Institute of Jazz) est une organisation à but non lucratif fondée en 1986 par la famille de Thelonious Monk (musicien de jazz américain), par la chanteuse d'opéra Maria Fisher et par Thomas Carter, actuel président de l'organisation, dans le but de promouvoir la musique et l'éducation musicale.
Depuis 1987, l'institut organise une compétition internationale de jazz. À partir de 1995, il offre une bourse au programme de troisième cycle du Thelonious Monk Institute Of Jazz Performance, et organise des programmes scolaires pour enseigner la musique de jazz dans les écoles publiques aux États-Unis ainsi que dans le monde entier.

## École supérieure de troisième cycle
Dès la fondation de l'institut, un des objectifs principaux est la fondation d'un cycle scolaire spécial au niveau supérieur où des musiciens de jazz peuvent partager leurs connaissances musicales avec la prochaine génération de musiciens du même style, comme Thelonious Monk l'a fait à New York pendant les années 1950 et 1960. En septembre 1995, ce projet est réalisé quand le Thelonious Monk Institute of Jazz Performance est fondé, et que sept étudiants commencent une scolarité intensive sous la férule de quelques-uns des plus grands musiciens du monde.
Le Thelonious Monk Institute of Jazz Performance est un cycle gratuit, d'une durée de deux ans, pour un ensemble de musiciens dans chaque cycle. Tous les étudiants reçoivent des bourses et un salaire pour couvrir leurs dépenses mensuelles. Ils apprennent seuls et en groupes, suivent des cours sur l'histoire du jazz, et bénéficient de conseils personnalisés. Ils ont aussi la liberté d'improviser et de créer leurs propres compositions originales, expérimentant des nouvelles directions du jazz. Ambrose Akinmusire, Lionel Loueke et Gretchen Parlato comptent parmi les anciens élèves du programme. L'institut se situe actuellement à l'école de musique Herb Alpert au sein du campus de l'université de Californie.

## Compétition internationale de jazz
Depuis 1987, l'institut de jazz Thelonious Monk présente une compétition internationale de jazz, la Thelonious Monk International Jazz Competition. Chaque année, plus de 60 000 dollars américains de prix en bourses et distinctions sont distribués par des jurys, eux-mêmes musiciens connus. Les candidats sont soit des musiciens, soit des compositeurs. Chaque année, le concours est centré sur un instrument différent. Des stars comme Branford Marsalis, Pat Metheny, Herbie Hancock, Clark Terry, Marian McPartland, Quincy Jones et Diana Krall ont fait partie du jury.
Le concours est reconnu internationalement comme un événement important pour lancer les carrières de jeunes talents du jazz, comme Joshua Redman, vainqueur de la compétition de saxophone de 1991, Marcus Roberts, vainqueur de la compétition de piano de 1987, Ryan Kisior, vainqueur du concours de trompette de 1990, et Joey DeFrancesco, finaliste du concours de piano de 1987. Jacky Terrasson, qui remporta la compétition de piano en 1993, a signé un contrat avec le label Blue Note Records. Année particulièrement féconde, le concours vocal de 1998 a révélé les talents de la défunte Teri Thornton, qui a remporté le prix du concours et signé un contrat avec le label Verve Records, de Jane Monheit, placée deuxième, qui a signé un contrat avec le label Columbia, du demi-finaliste Tierney Sutton qui a signé un contrat avec le label Telarc, et de Roberta Gambarini, placée troisième, qui a été nommée pour un prix Grammy pour la meilleure performance vocale de jazz pour son premier album, Easy to Love. Aaron Parks, classé à la troisième place du concours de piano de 2006, a aussi signé un contrat avec Blue Note Records. Depuis 2008, les gagnants des concours ont automatiquement un contrat avec le label Concord Music Group. Plusieurs autres demi-finalistes ont réussi comme artistes ou enseignants de jazz.

## Autres programmes éducatifs

### Le jazz dans la salle de cours
Depuis 1989, l'institut visite des écoles publiques dans les villes de Los Angeles, La Nouvelle Orléans et Washington D.C., ainsi que des centaines d'autres écoles urbaines, rurales et isolées partout aux États-Unis, pour animer des ateliers de musique ainsi que la pratique d'instruments divers.

### Curriculum national de jazz
En 2012, l'institut a lancé Jazz en Amérique (anglais : Jazz in America), un curriculum en ligne ciblé pour l'enseignement dans des cours d'histoire américaine et d'humanités pour des élèves âgés de 10, 13 et 17 ans. Ce curriculum gratuit est universellement accessible et conçu pour examiner l'évolution des styles de jazz, les contributions d'artistes clés, et les techniques musicales centrales à la composition et la performance de jazz. L'élément du programme qui visite les salles de cours bénéficie de la participation d'artistes comme Antonio Hart, Lisa Henry, T.S. Monk, Vanessa Rubin et Bobby Watson.

### Le blues et le jazz - Deux classiques américains
Ce curriculum en ligne trace les racines du blues, ses impacts sur le jazz et son importance pour la culture et l'histoire américaine. Les plans pour des leçons d'histoire américaine et d'humanités expliquent les liens entre le blues et le jazz, de l'invention du blues à nos jours. L'élément du programme qui visite les salles de cours a bénéficié de la participation d'artistes comme Herbie Hancock, Alvin "Youngblood" Hart, Chris Thomas King, Keb' Mo' et Joe Louis Walker.

### Programme de jazz pour des lycées d'art
Ce programme fait venir des musiciens et des enseignants de jazz dans les lycées publics spécialisés en arts du spectacle pour offrir un entraînement intensif aux élèves. Grâce à ce programme centré sur la performance, des étudiants en musique reçoivent une instruction en composition, théorie musicale, improvisation, histoire, et styles musicaux, pour les préparer pour des études supérieures dans des universités et conservatoires réputés. Ce programme est offert par plusieurs lycées dans certaines grandes villes américaines.

### Du bebop au hip-hop
Initié en 2004 dans les écoles publiques de Los Angeles, ce programme rassemble des étudiants en jazz et en hip-hop sous la direction de musiciens professionnels de ces deux styles. Les étudiants travaillent des sujets musicaux comme l'improvisation, l'écriture des paroles, la théorie, l'arrangement, la composition, le scratch et le sample. Les artistes Billy Childs, Herbie Hancock, Roy Hargrove, DJ Spark, Doug E. Fresh, Kool Mo Dee, Chali 2na, Supernatural et Bobby Watson, entre autres, ont participé à des concerts récents.

### Programmes internationaux
Des étudiants de l'institut et de grands musiciens de jazz voyagent dans le monde entier en tant qu'ambassadeurs du jazz, animant des programmes en Europe, Asie, Afrique, Amérique du Sud et dans les Caraïbes.
- 1995 : tournée dans sept pays africains (Érythrée, Éthiopie, Madagascar, île Maurice, Mozambique, Afrique du Sud et Swaziland),
- 1996 : tournée en Inde et Thaïlande,
- 1998 : tournée en Amérique du Sud (Chili, Argentine et Pérou),
- 2001 : tournée en Égypte,
- 2005 : tour du Vietnam, marquant le 10e anniversaire du rétablissement de relations diplomatiques entre les États-Unis et ce pays,
- 2008 : tournée en Inde, commémorant le 100e anniversaire du mouvement non violent de Mahatma Gandhi,
- 2010 : tournée en Chine, pendant laquelle des étudiants de l'institut ont joué en 2011 à l'Exposition de Shanghai et dans le hall de concert de la Cité Interdite de Pékin,
- 2011 : tournée en région Basilicate, en Italie
- 2012 : tournée en Russie, avec des concerts à Moscou et à Saint-Pétersbourg.

En 2002, l'UNESCO a sponsorisé pour trois ans une tournée à Paris, où les étudiants universitaires de l'institut ont joué avec Herbie Hancock, Wayne Shorter, Dianne Reeves, Dee Dee Bridgewater et T. S. Monk lors la Journée internationale de la philosophie (anglais : International Philosophy Day).
En 2008, des étudiants du Thelonious Monk Institute Of Jazz Performance ont fait des performances avec Danilo Perez au festival de jazz de Panama.

## Programmes télévisés
L'institut a produit une série d'émissions télévisées pour souligner l'importance du jazz.
En 1986, l'institut a organisé « Commémoration d'un maître du jazz : Thelonious Sphere Monk » (anglais : "Celebrating a Jazz Master : Thelonious Sphere Monk"), un concert commémoratif sur la chaîne PBS animé par Bill Cosby.
En 1993, l'institut a préparé un festival de « Jazz à la Maison Blanche » (anglais : "A White House Jazz Festival"), le premier d'une série de performances télévisuelles à la Maison Blanche (anglais : "In Performance At The White House") avec le président Bill Clinton et la première dame, Hillary Clinton.
En 1996, l'institut a réalisé « Une célébration de la musique d'Amérique » (anglais : "A Celebration Of America's Music"), diffusé en 1998.
En 2006, le président George Bush et la première dame ont présenté un concert fêtant les 20 ans de l'institut, diffusé par la chaîne PBS comme un épisode de la série "In Performance At The White House" animé par Barbara Walters. Les concours internationaux de jazz ont aussi été diffusés par la chaîne BET.

## Œuvres d'art données par Billy Dee Williams
Depuis 1990, Billy Dee Williams a généreusement fait don de ses œuvres d'art pour les couvertures des programmes de la compétition internationale de jazz, les tableaux correspondant à l'instrument du concours.

## Partenariat avec la compagnie de brassage North Coast
La brasserie californienne North Coast Brewing Company produit une bière de style belge appelée Brother Thelonious en l'honneur du musicien. Pour chaque bouteille vendue, les brasseurs font un don à l'institut.

## Thomas R. Carter
Thomas R. Carter, le président actuel de l'Institut, a été cofondateur en 1986 de l'institut, avec la famille du pianiste jazz Thelonious Sphere Monk.
L'année suivante, Carter a cofondé la compétition internationale de jazz Thelonious Monk.
En 1995, il a aidé à la création du Thelonious Monk Institute Of Jazz Performance, actuellement situé au Herb Alpert School Of Music de l'université de Californie à Los Angeles (UCLA).
Carter a été réalisateur de plusieurs des concerts télévisés « Jazz At The White House ». Il a aussi organisé et réalisé « A Celebration Of America's Music », une émission d'une heure diffusée par la chaîne ABC en 1996, la première émission spéciale de jazz diffusée par une chaîne américaine depuis plus de 25 ans. Il a aussi réalisé une deuxième émission.
En 2011, il a organisé une série de cours de jazz dans plusieurs pays pour fêter le 25e anniversaire de l'institut, et a contribué à créer la « Journée internationale du jazz ».